# Can Bech (Fontanilles)
Can Bech és una obra de Fontanilles (Baix Empordà) inclosa a l'Inventari del Patrimoni Arquitectònic de Catalunya.

## Descripció
Edifici de dues plantes amb coberta de teula àrab a dues aigües, construït pel que fa les estructures portants a la manera popular amb pedra i morter de calç. Posteriorment ha estat arrebossat.
Es un edifici aïllat, però que està a dins del conjunt que forma el nucli del poble, essent situat al carrer Major, el principal del poble i que travessa aquest.
D'aquesta casa cal destacar la terrassa que hi ha a la façana principal, i la galeria que dona al costat del carrer, construïda amb totxo.